# 히르덴
히르덴(노르웨이어: Hirden)은 나치 독일의 노르웨이 점령기 때 독일의 돌격대를 모방해서 만들어진 제복 준군사조직이다.
비드쿤 크비슬링의 파시즘 정당 국민연합은 바이킹 시대의 노르드어 낱말과 상징을 자주 사용했다. 히르드(고대 노르드어: hirð)란 바이킹 시대에 왕실이나 귀족의 무장 수행원단으로서, 서유럽의 향사에 대응하는 존재였다. 이 히르드의 복수형이 "히르덴"이다. 따라서 히르덴 단원들은 "히르드"라고 했다. 2차대전 시기 히르덴 단원 수는 8,500 명 정도였다. 노르웨이 해방 이후 히르덴은 해산되었고, 단원들은 대부분 반역죄 및 부역죄로 기소 및 처벌되었다.
히르덴은 향후의 노르웨이 나치 육군의 중핵을 이룰 것으로 예정되었으며, 이에 따라 "히르드 해군(hirdmarine)", "히르드 비행군단(Hirdens flykorps)"이 1942년 창설되었다. 육군에 해당하는 기존 히르덴은 "진성 히르덴(Rikshirden)"이라고 불렸다. 많은 히르덴 단원들은 자발적으로 군에 입대하여 나치 편에 서서 싸우거나 포로수용소 위병으로 근무했다.
2014년 닥사비센 기사는 “SS의 지도를 받아 히르덴이 위병을 서던 포로수용소들에서는 10명 중 8명이 죽어나갔다”고 보도했다.

## 그림

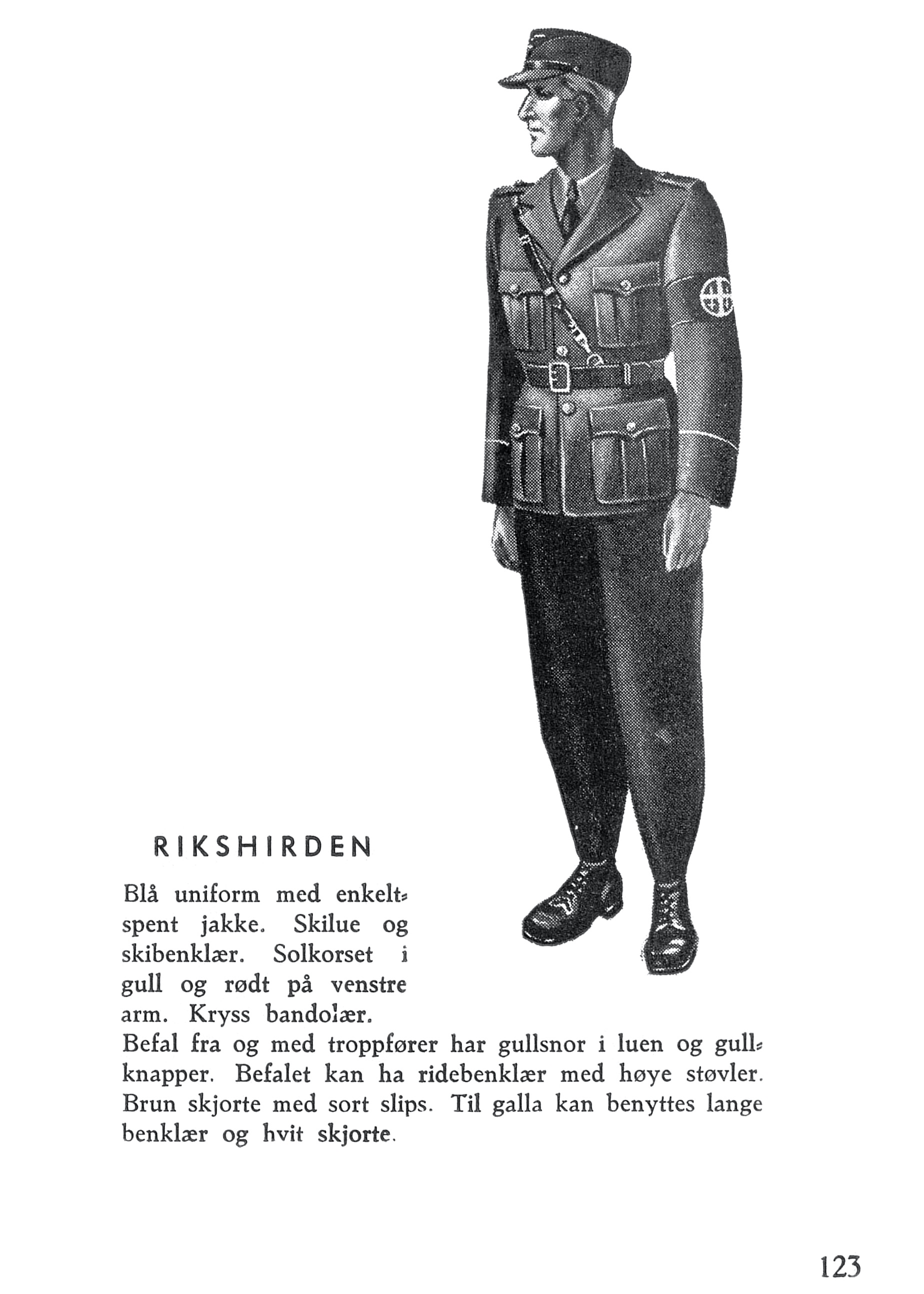
진성 히르덴 제복. 파란색 재킷에 스키바지를 입었다.
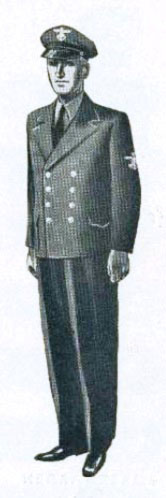
히르덴 해군 제복.
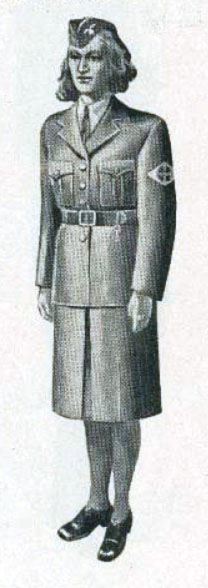
여성 히르덴(Kvinnehirden) 제복.